# Ritón

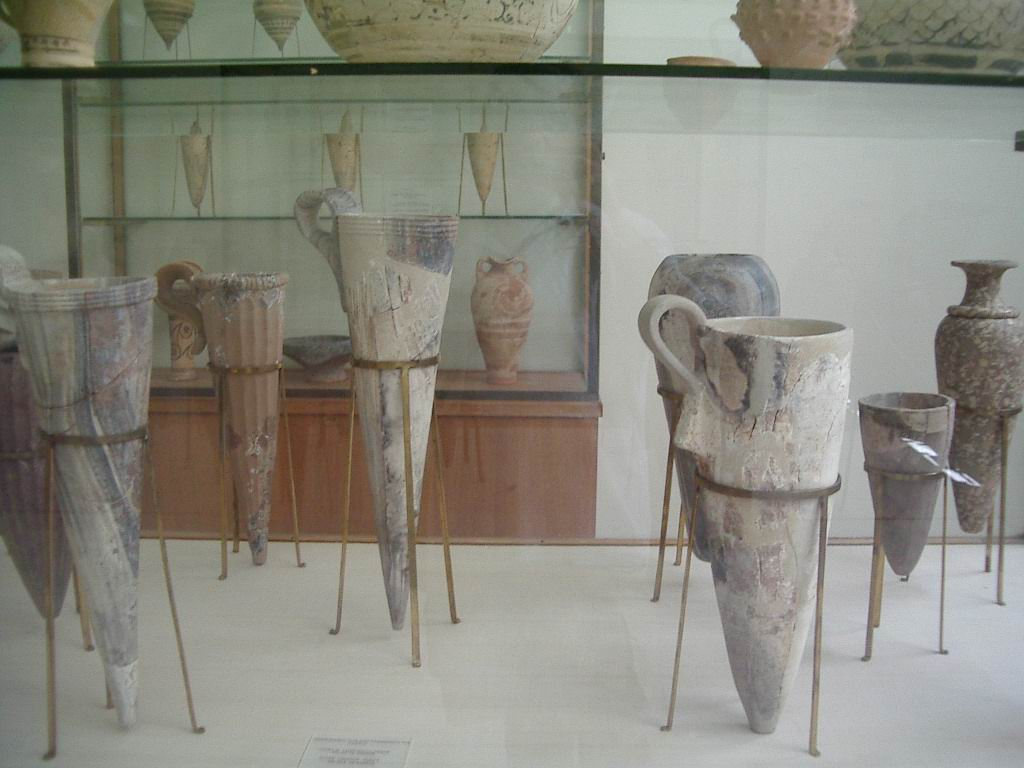
Colección de ritones de esteatita minoica del Museo Arqueológico de Heraclión.

Un ritón o rhyton (en griego «ῥυτόν», rhyta en plural) es un recipiente de la Antigüedad usado para beber, o bien para verter un líquido en alguna ceremonia como la libación. Su morfología evoluciona desde formas similares al cuerno o la cabeza de animal, hasta un tipo de ánfora con un asa semicircular.

## Nombre y función

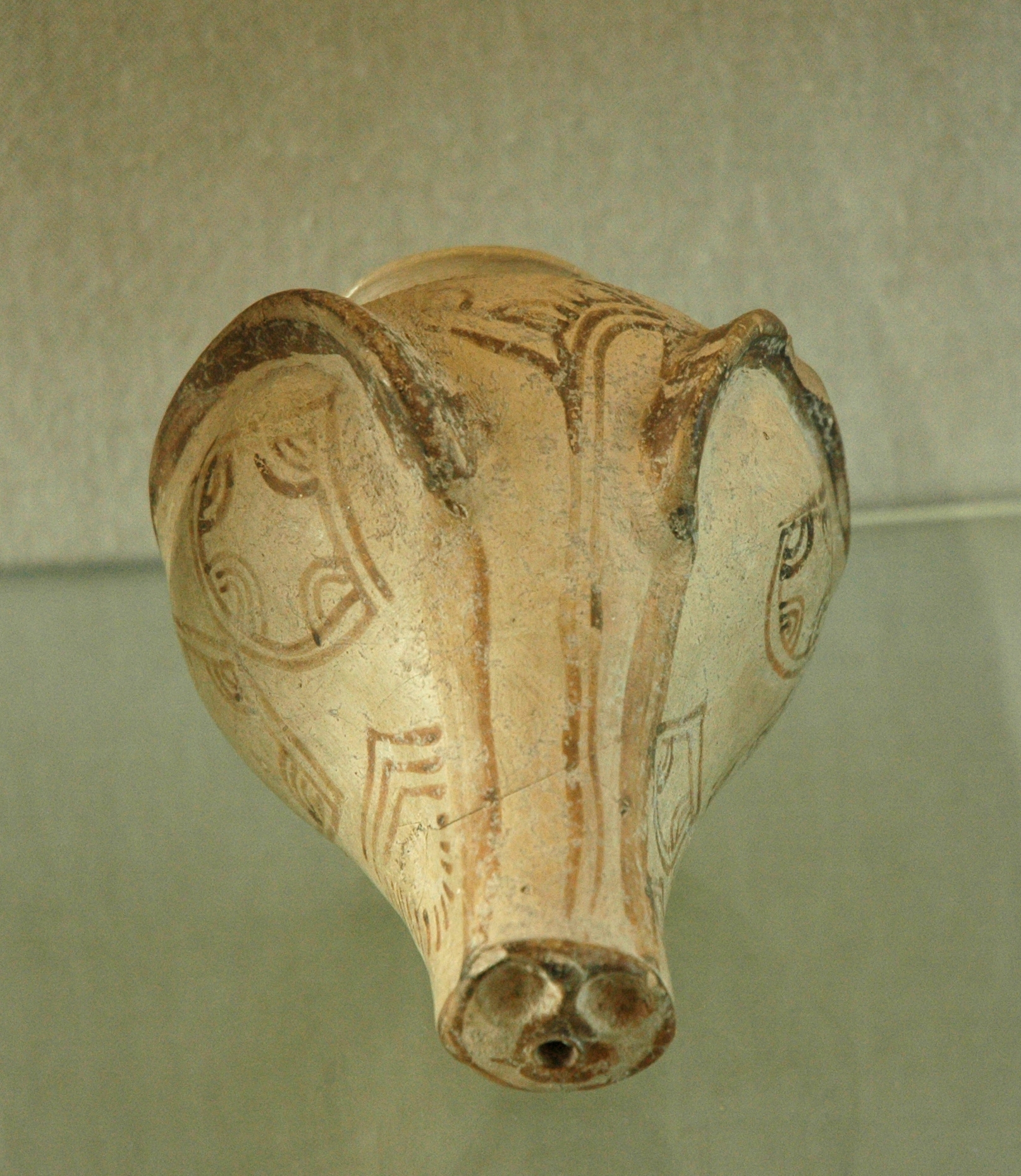
Ritón de cabeza de jabalí de Ugarit, visto desde el pie.

La palabra se cree que deriva del protoindoeuropeo sreu-, "verter", y podría así significar "vertedor". Muchos vasos considerados ritones están caracterizados por una amplia boca en la parte superior y un orificio en forma de cono en la parte inferior por donde fluye el fluido. La idea es que uno saca vino o agua de una vasija de almacenamiento o una fuente similar de agua, sujeta el agujero con un pulgar, y deja que el fluido corra en la boca (o en el suelo en la libación) del mismo modo que el vino es bebido hoy de una bota.
Smith apunta que este uso está atestiguado en pinturas clásicas y acepta la etimología de Ateneo que era llamado apo tes rhyseos, "del fluir". Smith también clasifica el nombre como que había sido una forma reciente (en época clásica) de una vasija antiguamente llamada kera, "cuerno", en el sentido de cuerno para beber. La palabra rhyton no está presente en lineal B (que era el sistema de escritura más antiguo del griego, en época micénica), pero el ritón de cabeza de toro, de la que muchos ejemplos sobreviven, es mencionado en un inventario de Cnosos inscrito en la tablilla 231 (K872), como ke-ra-a, mostrada con el ideograma del toro. La palabra está restaurada como un adjetivo, «kera(h)a», con una h micénica intervocálica.

## Origen

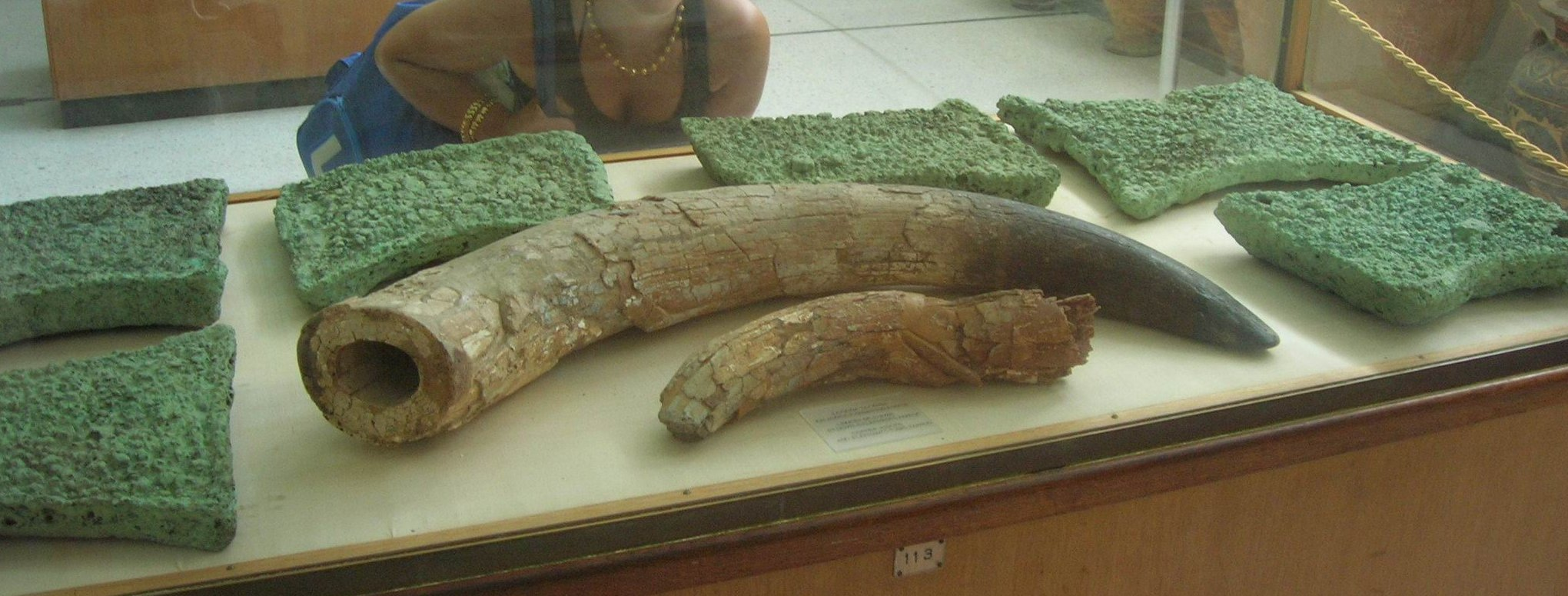
Cuerno, posiblemente para bebidas, en el Museo Arqueológico de Heraclión, Creta.

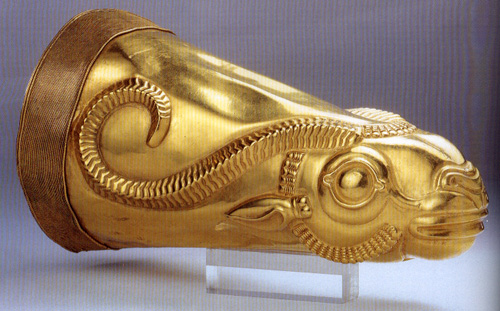
Ritón de oro del periodo aqueménida de Irán. Hallado en Ecbatana. Museo Nacional de Irán.

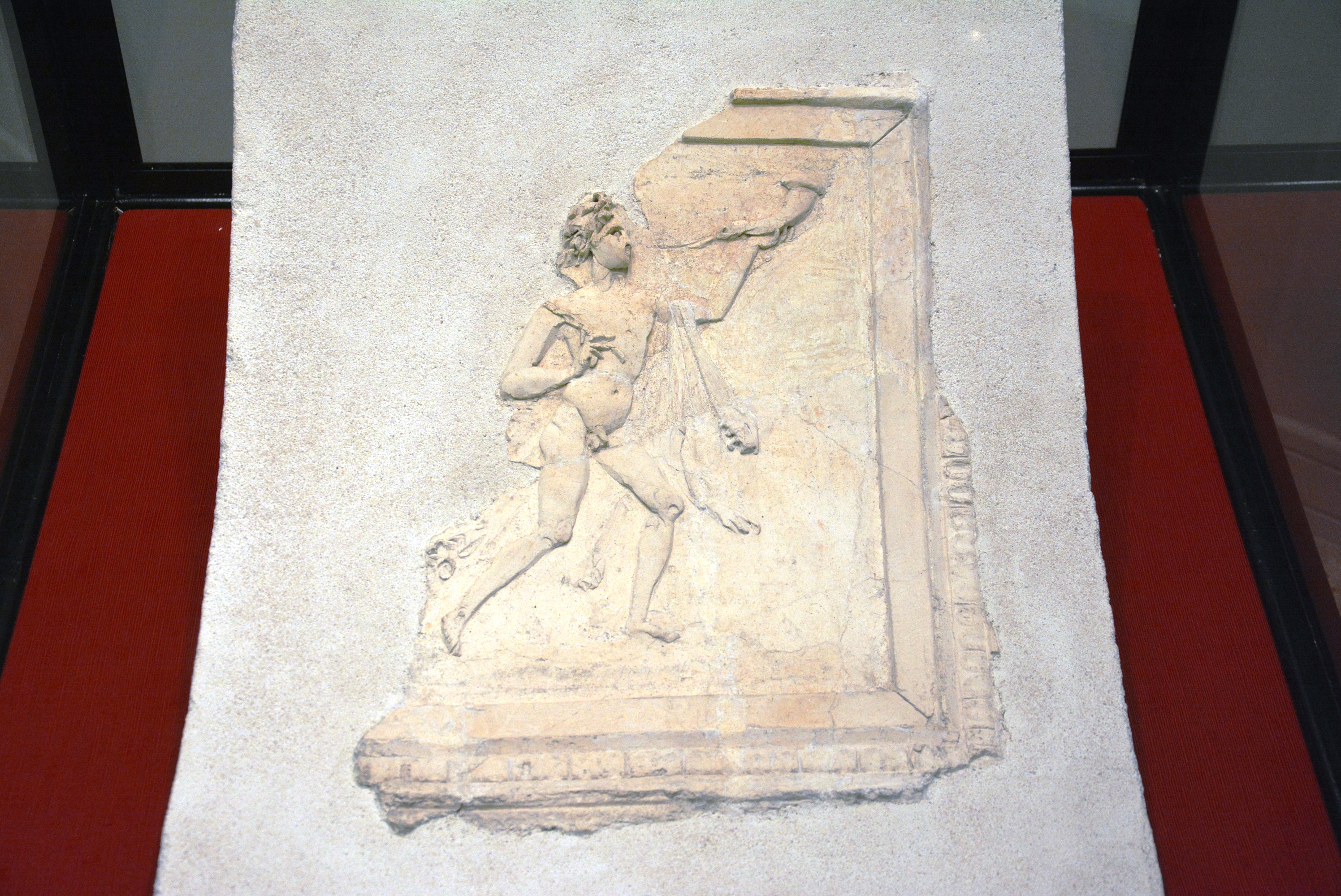
Sátiro con Ritón.

No puede suponerse que cada cuerno de bebida o vaso de bebida alcohólica fue perforado en la parte inferior, especialmente en los ritones de mayor antigüedad. Una vez que estas perforaciones comenzaron a realizarse empezaron a darse ritones con formas de cabezas de animal: bóvidos, equinos, cérvidos, e incluso cánidos, donde el fluido brotaba de la boca del animal.
Los ritones se encuentran entre los restos de civilizaciones que hablan lenguas diferentes en torno al Próximo y Medio Oriente, como la Persia del segundo milenio a. C en adelante. Son modelados a menudo como una cabeza de animal o cuerno y pueden ser muy ornamentados y compuestos con metales preciosos y piedras.
En la Creta minoica parecen muy habituales las cabezas de toro de plata y oro con agujeros redondos para el vino (permitiendo al vino ser vertido desde la boca del toro); varias han sido recuperadas de los grandes palacios (Museo Arqueológico de Heraclión).
No todos los ritones eran tan valiosos; muchos eran simples copas cónicas de cerámica decoradas.

## Simbolismo griego
La cerámica clásica ateniense, como los vasos de figuras rojas, aparece decorada con temas típicos de la mitología. Un tema usual son los retratos de sátiros, que son símbolos obscenos, con ritones. La forma de cuerno de los ritones es entretejida en la composición cuidadosamente con los órganos masculinos rectos de los sátiros, pero este tema descaradamente sexual y algo humorístico parece ser un desarrollo reciente, de acuerdo con el humor ateniense, como es expresado en las obras de Aristófanes. Los elaborados y valiosos ritones de las grandes civilizaciones de los primeros tiempos son grandiosos más que obscenos, lo cual da una dimensión satírica adicional a los vasos pintados.
La conexión de los sátiros con el vino y los ritones fue hecha muy pronto. Nono de Panópolis dice en sus Dionisíacas sobre los sátiros:

...Y entonces como las copas aún no existían, extrajeron la bebida con cuernos de buey; por eso después se tomó el divino nombre del cuerno para la mezcla del vino.

Karl Kerenyi citando este pasaje comenta: "En el punto principal de este mito exquisitamente elaborado, en el cual el poeta recuerda los ritones, no es fácil separar los elementos cretenses de los originados en Asia Menor."